# Lille

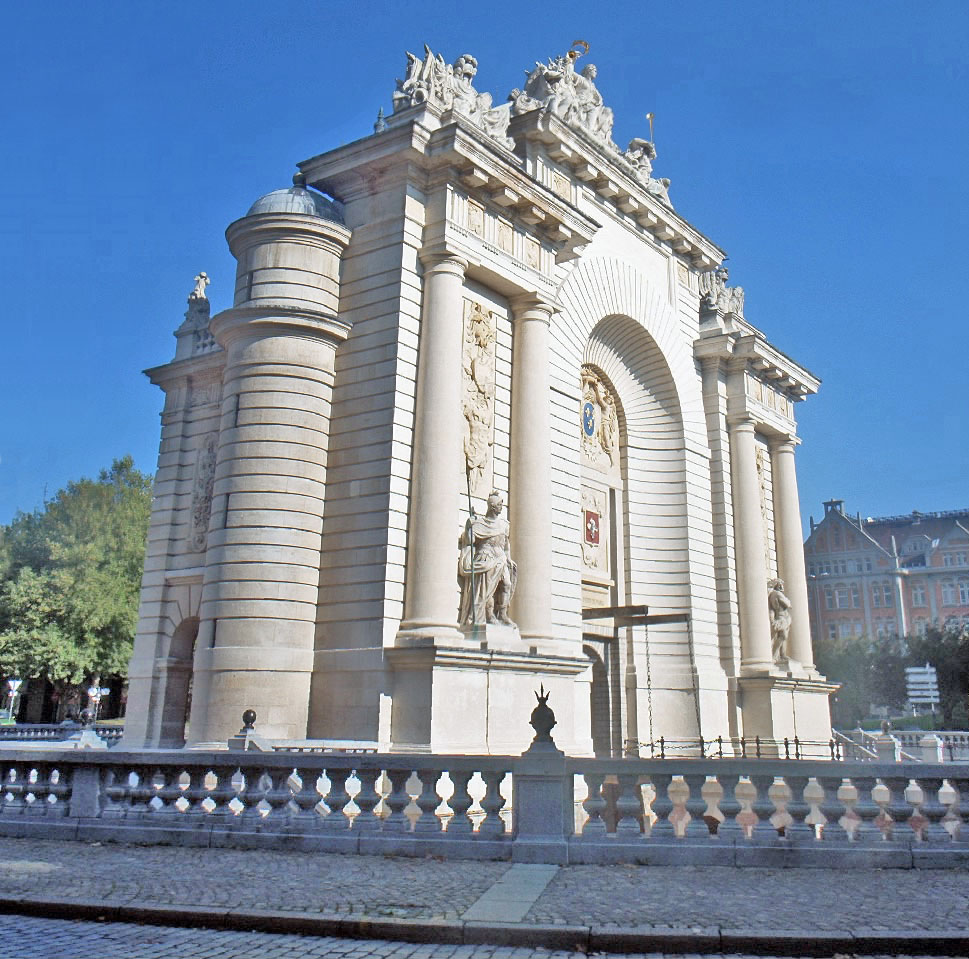
Brama Paryska

Lille (wymowaⓘ [lil], niderl. Rijsel, flam. Rysel) – miasto i gmina w północnej Francji, siedziba prefektury departamentu Nord oraz stolica regionu Hauts-de-France, główne miasto historycznej krainy Flandrii.

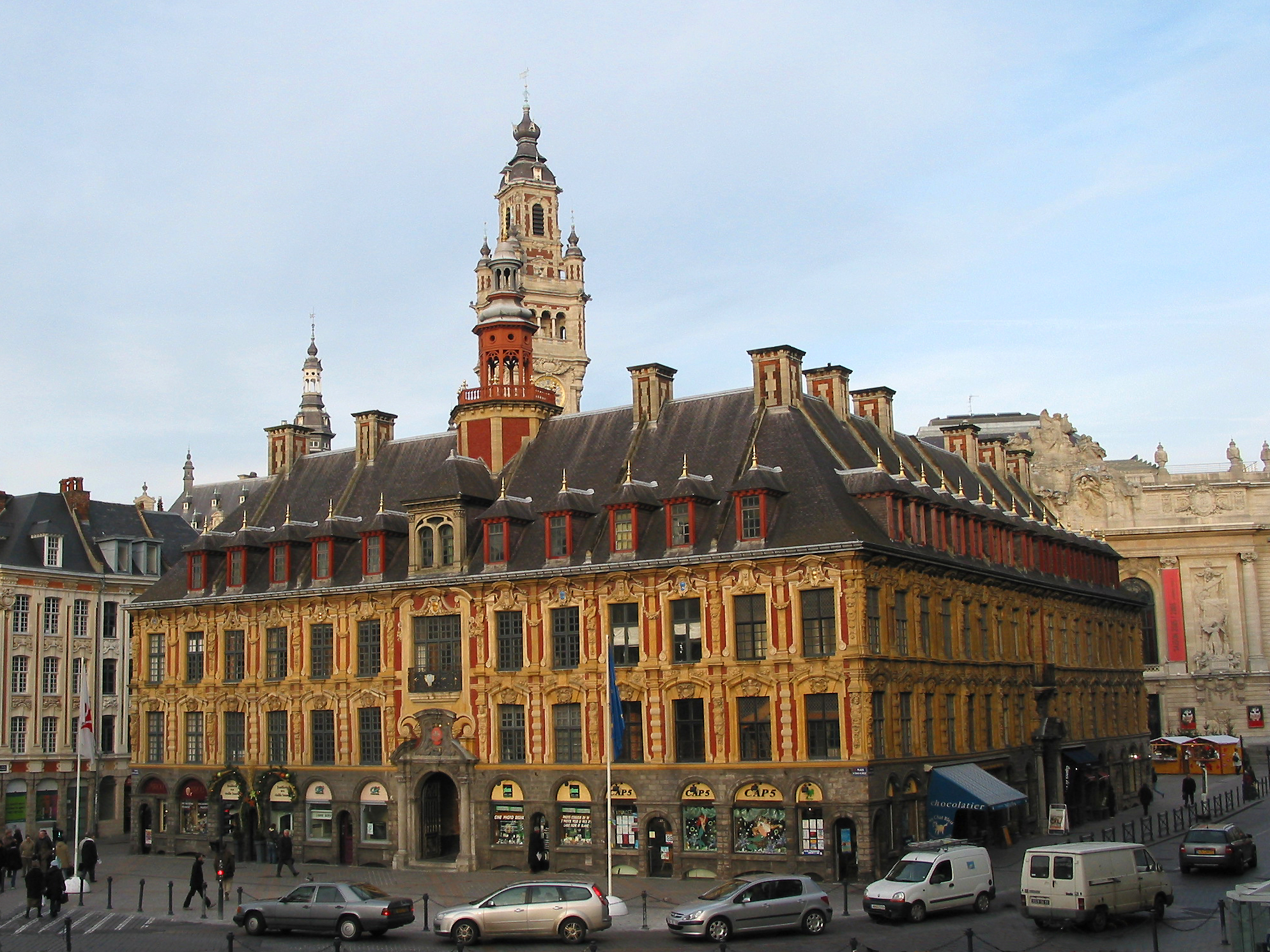
Place Général-de-Gaulle

## Historia
Lille uzyskało prawa miejskie na pocz. XII w. Stolica średniowiecznego Hrabstwa Flandrii, ważny ośrodek sukiennictwa i handlu. W 1297 zostało zdobyte przez króla Francji, Filipa IV Pięknego. W 1369 zostało zwrócone hrabiom Flandrii; następnie we władaniu Burgundii, Austrii i Hiszpanii.
W trakcie wojny dewolucyjnej Lille zostało zdobyte przez wojska francuskie dnia 17 sierpnia 1667 i przyłączone do Francji na mocy pokoju akwizgrańskiego z 2 maja 1668 roku. W ramach umacniania granicy północnej Francji miasto zostało ufortyfikowane pod kierownictwem Sebastiana Vaubana, przy czym prace trwały 12 lat i dały zatrudnienie około 10 000 robotników. W 1708 było oblegane przez Austriaków i Anglików. Pokojem w Utrechcie z 1713 przyznane Francji. W 1792 bezskutecznie oblegane przez Austriaków.
W 1804 r. Lille zostało stolicą departamentu Nord. W XIX w. nastąpił rozwój przemysłu tekstylnego, metalowego i chemicznego, z czym wiązała się migracja robotników cudzoziemskich. W drugiej poł. XIX w. co czwarty mieszkaniec Lille był przybyszem z Belgii.
W latach 1914–1918 oraz 1940–1944 okupowane przez Niemców i poważnie zniszczone.

## Demografia
Miasto jest zamieszkiwane przez 235 189 mieszkańców (2018). Wraz z pobliskimi miastami m.in. Roubaix, Tourcoing oraz Villeneuve-d’Ascq, Lille tworzy wspólnotę 85 gmin (Lille Métropole Communauté urbaine) i zespół miejski liczący 1 143 125 mieszkańców (2005). Wraz z miastami Kortrijk, Mouscron, Tournai i Menen w Belgii tworzy konurbację o zaludnieniu ok. 1,9 miliona osób (Eurométropole Lille-Kortrijk-Tournai).

## Gospodarka
Do lat 80. XX wieku było głównym miastem zagłębia górniczo-hutniczego Nord. Restrukturyzacja i zamknięcie nierentownych kopalń spowodowały zmianę funkcji miasta. Przemysł włókienniczy, maszynowy, elektrotechniczny, chemiczny i spożywczy.

## Transport
Połączenie autostradą A 1 z Paryżem, autostradą A 25 z Dunkierką, autostradą A 14 z Gandawą i Antwerpią, autostradą A 8 z Brukselą. Połączenia szybką koleją: TGV z Paryżem, Eurostar z Londynem i Thalys z Brukselą i Amsterdamem. Międzynarodowy port lotniczy Lille-Lesquin i rzeczny, metro i tramwaje.

## Uczelnie
W Lille znajdują się 4 uniwersytety (Université Lille Nord de France, École centrale de Lille, ESME Sudria, IÉSEG School of Management), Katolicki Uniwersytet (Facultés Catholiques de Lille) i inne liczne szkoły wyższe. Zarówno na Uniwersytecie Lille, jak i na Uniwersytecie Katolickim zostały założone katedry literatury i języka polskiego. Na jednym i na drugim wielką rolę odegrał prof. Wacław J. Godlewski.

## Turystyka
W mieście znajdują się m.in.:
- zabytkowa katedra Notre-Dame-de-la-Treille de Lille
- największe muzeum sztuki we Francji (poza Paryżem): Palais des Beaux-Arts w Lille.

## Sport
W mieście swoją siedzibę ma klub piłkarski Lille OSC. Metropolia Lille w 2011 była gospodarzem lekkoatletycznych mistrzostw świata juniorów młodszych.

## Współpraca
Miejscowości partnerskie:
- Charków, Ukraina
- Erfurt, Niemcy
- Esch-sur-Alzette, Luksemburg
- Hajfa, Izrael
- Kolonia, Niemcy
- Leeds, Wielka Brytania
- Liège, Belgia
- Nablus, Palestyna
- Rotterdam, Holandia
- Saint Louis, Senegal
- Safed, Izrael
- Turyn, Włochy
- Valladolid, Hiszpania
- Wadżda, Maroko
- Wrocław, Polska